# Karłucy

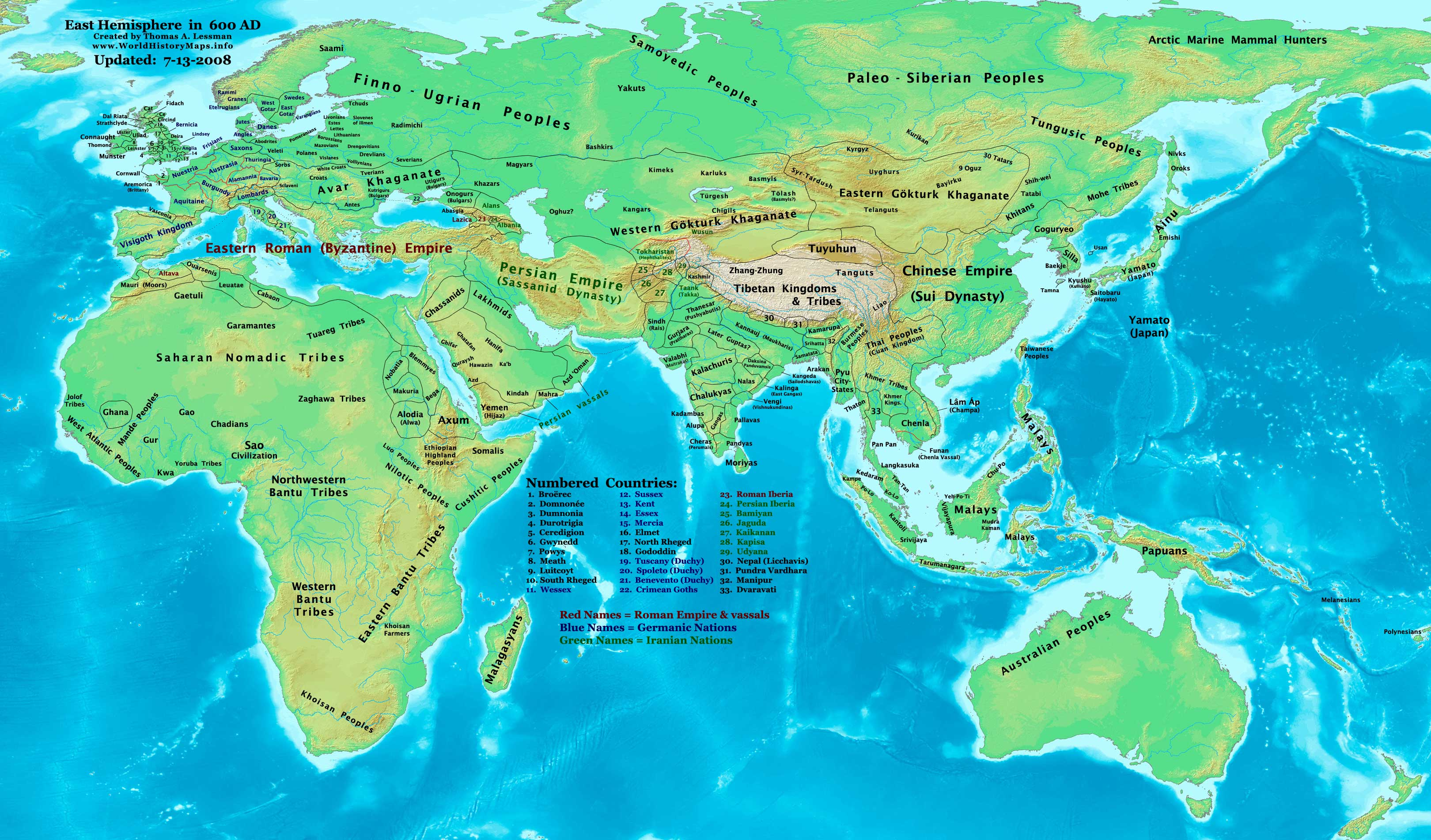
Mapa części świata w roku 600 n.e, widoczni Karłucy na terenach mniej więcej dzisiejszego Kazachstanu

Karłucy – turkijskie plemię lub lud, który władał dawniej na terenach Kazachstanu, w którym w VIII–X w. mieli swój kaganat, a także pojawił się w VIII w. w Kirgistanie. W czasie ich rządów na terenie Kazachstanu zaczął szerzyć się islam, na który Karłucy przeszli w X w. Karłucy przegnali Pieczyngów znad Jeziora Aralskiego, a także mieli konflikt z Karachanidami, co umożliwiło Karakitajom opanowanie Bałasagunu, który wówczas był głównym grodem Siedmiorzecza, a później także opanowanie całego Tienszanu. Karłucy stali się wasalami Karakitajów, ale na początku XIII wieku przeszli do obozu Czyngis-chana. 

## Udział w bitwie nad rzeką Tałas
W 751 r. odbyła się bitwa nad rzeką Tałas. Walczyli w nich karłuccy najemnicy, którzy stanowili ok. ⅔ ok. 30-tysięcznej chińskiej armii pod przywództwem Gao Xianzhiego, co oznacza, że łącznie w tej bitwie wzięło udział ok. 20 tys. Karłuków. Owa bitwa trwała 5 dni, a Karłucy odegrali w niej kluczową rolę, a mianowicie przeszli na stronę Arabską zdradzając Chińczyków. Z tego powodu siły chińskie przegrały bitwę i poniosły duże straty, przetrwało jedynie kilka tysięcy żołnierzy. 